# Бушовка (Молдова)
Бушовка также Бушэука (рум. Buşăuca) — село в Резинском районе Молдавии. Относится к сёлам, не образующим коммуну.

## География
Село расположено примерно в 23 км от Резины и в 65 км от Кишинёва на высоте 118 метров над уровнем моря.

## Население
По данным переписи населения 2004 года, в селе Бушэука проживает 1193 человека (600 мужчин, 593 женщины).
Этнический состав села:
| Национальность | Число жителей | Процентный состав |
| -------------- | ------------- | ----------------- |
| молдаване      | 1181          | 98,99             |
| русские        | 7             | 0,59              |
| украинцы       | 2             | 0,17              |
| румыны         | 1             | 0,08              |
| евреи          | 1             | 0,08              |
| болгары        | 1             | 0,08              |
| Всего          | 1193          | 100 %             |